# جان موفات (فیزیکدان)
جان موفات (انگلیسی: John Moffat؛ زاده ۱۹۳۲) یک فیزیک‌دان اهل کانادا است.